# Baudhuin Simon
Baudhuin Simon est un artiste contemporain belge né le 29 août 1947 et mort le 8 mars 2006.

## Biographie
Baudhuin Simon collectionnait toutes les images de cochon dans l’art, la BD, la publicité, les journaux, etc. Tout cela envahit les murs de sa maison où le cochon se décline sous toutes les formes. Il accumule une documentation énorme sur le sujet ainsi qu'une collection d'œuvres d'art sur le cochon. Cette passion lui vaut le surnom de Pig Dada.  
Sa grande entreprise était cependant le Mail-Art: il participe au développement d’un réseau international d’art postal dont les principes sont la liberté d’expression et l’égalité des expressions. L’art postal consiste à peindre, dessiner, coller des images (etc.), sur des enveloppes timbrées selon les règles de la poste et envoyées à quelqu’un à qui on offre ainsi une « œuvre d’art » qui ne lui coûte rien (indépendante du marché), qui n’est pas contrôlée par les critères officiels de la chapelle esthétique et demeure indépendant de la domination culturelle. L'Avenir du Luxembourg écrit de Baudhuin Simon et du mail-Art qu'« il est incontestablement le représentant de l'art postal en Wallonie ».
Il organise de nombreuses expositions de mail-art en Wallonie et à l'étranger, notamment en Pologne, en Suisse et en Hongrie.